# Nati nel 1923/Agosto
| Questa pagina contiene informazioni ricavate automaticamente dalle voci biografiche con l'ausilio del template Bio e di un bot. L'aggiornamento è periodico e automatico e ricostruisce completamente la pagina. Se manca una persona in questa lista, sei pregato di non aggiungerla, ma accertati piuttosto che la sua voce biografica contenga il template Bio e che i dati anagrafici siano correttamente compilati. Se il template Bio manca, inseriscilo tu stesso o, in alternativa, metti l'avviso {{tmp\|Bio}} che ne segnala la mancanza. Se i dati riportati sono sbagliati, correggi direttamente la voce biografica; le modifiche saranno visibili in questa lista entro pochi giorni. Per chiarimenti vedi il progetto biografie. La lista contiene solo le 156 persone che sono citate nell'enciclopedia e per le quali è stato implementato correttamente il template Bio. Pagina aggiornata al 10 ago 2025. |

- 1º agosto - Marcello Baldi, regista e sceneggiatore italiano († 2008)
- 1º agosto - Dino Battaglia, fumettista italiano († 1983)
- 1º agosto - Jean Prat, rugbista a 15 e allenatore di rugby a 15 francese († 2005)
- 1º agosto - Egon Sendler, presbitero e religioso tedesco († 2014)
- 2 agosto - Roberto Ferrari, schermidore italiano († 1996)
- 2 agosto - Rinaldo Fiumi, calciatore italiano
- 2 agosto - Rodolfo Marma, pittore e illustratore italiano († 1998)
- 2 agosto - Alfonso Marotta, pentatleta italiano († 1982)
- 2 agosto - Shimon Peres, politico israeliano († 2016)
- 2 agosto - Ike Williams, pugile statunitense († 1994)
- 3 agosto - Jean Hagen, attrice statunitense († 1977)
- 3 agosto - Guy Huguet, calciatore francese († 1991)
- 3 agosto - Anne Klein, stilista statunitense († 1974)
- 3 agosto - Aage Larsen, canottiere danese († 2016)
- 3 agosto - Antonio Pallante, terrorista italiano († 2022)
- 3 agosto - Humberto Saavedra, calciatore boliviano
- 3 agosto - Shenuda III di Alessandria, vescovo cristiano orientale e teologo egiziano († 2012)
- 4 agosto - Bruno Artuso, calciatore e allenatore di calcio italiano († 1987)
- 4 agosto - Alberto Berri, cantante italiano († 1998)
- 4 agosto - Leo Blair, avvocato e docente britannico († 2012)
- 4 agosto - Oswald Eggenberger, pastore protestante svizzero († 2023)
- 4 agosto - Emilio Fizel, calciatore argentino
- 4 agosto - Plinio Martini, scrittore e insegnante svizzero († 1979)
- 5 agosto - Anna Maria Balboni Ravegnani, sciatrice nautica e pattinatrice italiana († 2023)
- 5 agosto - Devan Nair, politico singaporiano († 2005)
- 5 agosto - Dorothy Dunnett, scrittrice scozzese († 2001)
- 5 agosto - Roger Foulon, scrittore belga († 2008)
- 5 agosto - Mario Ginocchio, militare e partigiano italiano († 1944)
- 5 agosto - Richard Kleindienst, politico e avvocato statunitense († 2000)
- 5 agosto - Wilhelm Schmidt, calciatore e allenatore di calcio tedesco
- 6 agosto - Galeazzo Benti, attore e sceneggiatore italiano († 1993)
- 6 agosto - Paul Hellyer, politico canadese († 2021)
- 6 agosto - Moira Lister, attrice e scrittrice sudafricana († 2007)
- 6 agosto - Marisa Merlini, attrice italiana († 2008)
- 7 agosto - Alessandro Panichi, partigiano italiano († 1943)
- 7 agosto - Mario Pinna, geografo italiano († 2001)
- 7 agosto - Ryōtarō Shiba, scrittore giapponese († 1996)
- 7 agosto - Liane Berkowitz, antifascista tedesca († 1943)
- 8 agosto - Antonio Quarracino, cardinale e arcivescovo cattolico italiano († 1998)
- 8 agosto - Laṭīfa al-Zayyāt, scrittrice e attivista egiziana († 1996)
- 9 agosto - Giorgio Degola, politico italiano († 2018)
- 9 agosto - Salvatore Dell'Utri, politico italiano († 2011)
- 9 agosto - Luigi Paterlini, velocista e ostacolista italiano († 1974)
- 9 agosto - John Stephenson, attore e doppiatore statunitense († 2015)
- 10 agosto - Josef Fabian, allenatore di calcio e calciatore rumeno († 2008)
- 10 agosto - Rhonda Fleming, attrice e cantante statunitense († 2020)
- 10 agosto - Sergio Frosali, critico cinematografico, giornalista e saggista italiano († 2011)
- 10 agosto - Jean Graton, fumettista francese († 2021)
- 10 agosto - Amir Kumar, hockeista su prato indiano († 1980)
- 11 agosto - Roy Roper, rugbista a 15 neozelandese († 2023)
- 11 agosto - Nino Tirinnanzi, pittore italiano († 2002)
- 12 agosto - Vicente Di Paola, calciatore argentino
- 12 agosto - Carlo Smuraglia, politico, avvocato e partigiano italiano († 2022)
- 12 agosto - Guadelupe Velázquez, calciatore messicano († 2012)
- 13 agosto - Jean Bergeret, medico e psicanalista francese († 2016)
- 13 agosto - Giorgio Gullini, archeologo italiano († 2004)
- 13 agosto - Lea Ivanova, contralto e cantante bulgara († 1986)
- 13 agosto - Ed Kasid, cestista statunitense († 1989)
- 13 agosto - Nino Pedretti, poeta e traduttore italiano († 1981)
- 13 agosto - Osvaldo Sáez, calciatore cileno († 1959)
- 14 agosto - Diodoro di Gerusalemme, vescovo ortodosso greco († 2000)
- 14 agosto - Alice Ghostley, attrice statunitense († 2007)
- 14 agosto - Ermido Santi, politico italiano († 1997)
- 14 agosto - Leonid Zagorujko, compositore di scacchi russo († 1999)
- 15 agosto - Gé van Dijk, allenatore di calcio e calciatore olandese († 2005)
- 15 agosto - Vera Hatz, numismatica tedesca († 2010)
- 15 agosto - Rose Marie, attrice e doppiatrice statunitense († 2017)
- 16 agosto - Kenneth Lane, canoista canadese († 2010)
- 16 agosto - Pierre Seel, scrittore francese († 2005)
- 16 agosto - Geoffrey Warnock, filosofo inglese († 1995)
- 17 agosto - Pierre Chaunu, storico francese († 2009)
- 17 agosto - Larry Rivers, artista, musicista e regista statunitense († 2002)
- 17 agosto - Julius Harris, attore statunitense († 2004)
- 17 agosto - Robert Sabatier, scrittore francese († 2012)
- 17 agosto - Chaleo Yoovidhya, imprenditore thailandese († 2012)
- 18 agosto - Rafael Alsúa, calciatore e allenatore di calcio spagnolo († 1994)
- 18 agosto - Giuseppe Bartolucci, saggista e critico teatrale italiano († 1996)
- 18 agosto - Rino Della Negra, partigiano francese († 1944)
- 18 agosto - Enrico Ghio, politico italiano († 2009)
- 18 agosto - André Roosenburg, calciatore olandese († 2002)
- 19 agosto - Mario Cirillo, politico italiano († 1980)
- 19 agosto - Lev Aleksandrovič Kulidžanov, regista cinematografico sovietico († 2002)
- 19 agosto - Nils Landgren, bobbista svedese († 2002)
- 19 agosto - Patrick Martin, bobbista statunitense († 1987)
- 19 agosto - Dante Meaglia, partigiano italiano († 2007)
- 19 agosto - Carlo Poggi, vescovo cattolico italiano († 1997)
- 19 agosto - Bruno Vincenzi, politico italiano († 1995)
- 20 agosto - Giorgio Albertazzi, attore e regista teatrale italiano († 2016)
- 20 agosto - Tom M. Apostol, matematico e saggista statunitense († 2016)
- 20 agosto - Ziba Ganieva, militare sovietica († 2010)
- 20 agosto - Gastone Geron, giornalista, critico teatrale e scrittore italiano († 2012)
- 20 agosto - Jim Reeves, cantante statunitense († 1964)
- 21 agosto - Andrea Marzani, calciatore italiano
- 22 agosto - Paola Del Din, partigiana italiana
- 22 agosto - Lawrence Dentico, mafioso statunitense
- 22 agosto - Mariano Fracalossi, pittore italiano († 2004)
- 22 agosto - Aldo Scavarda, direttore della fotografia e produttore cinematografico italiano († 2000)
- 23 agosto - Roberto Bonchio, editore e scrittore italiano († 2010)
- 23 agosto - Edgar F. Codd, informatico britannico († 2003)
- 23 agosto - Balram Jakhar, politico indiano († 2016)
- 23 agosto - Guenter Lewy, storico tedesco
- 23 agosto - Emilio López, cestista messicano
- 23 agosto - Dino Menardi, giocatore di curling e hockeista su ghiaccio italiano († 2014)
- 23 agosto - Zofia Posmysz, scrittrice polacca († 2022)
- 23 agosto - Giancarlo Puecher Passavalli, partigiano italiano († 1943)
- 23 agosto - Raymundo Carvalho dos Santos, cestista brasiliano († 2011)
- 23 agosto - Eduardo Ramírez Villamizar, artista colombiano († 2004)
- 24 agosto - Pierre Barillet, drammaturgo e scrittore francese († 2019)
- 24 agosto - Helena Carter, attrice statunitense († 2000)
- 24 agosto - Joan Chandler, attrice statunitense († 1979)
- 24 agosto - June Dayton, attrice statunitense († 1994)
- 24 agosto - Julij Jur'evič Karasik, regista sovietico († 2005)
- 24 agosto - Matthew Lipman, insegnante, scrittore e filosofo statunitense († 2010)
- 24 agosto - Ivo Lorenzi, giocatore di curling e dirigente sportivo italiano († 2013)
- 24 agosto - Luigi Poli, generale e politico italiano († 2013)
- 24 agosto - Marcel Van Der Auwera, schermidore belga († 2008)
- 25 agosto - Bruno Bruni, partigiano italiano († 1944)
- 25 agosto - Dee Gibson, cestista statunitense († 2003)
- 25 agosto - Lorenzo Menichino, politico italiano († 1989)
- 25 agosto - Álvaro Mutis, scrittore e poeta colombiano († 2013)
- 25 agosto - Reima Pietilä, architetto finlandese († 1993)
- 25 agosto - Manlio Presel, calciatore italiano († 2008)
- 25 agosto - Fernando Távora, architetto portoghese († 2005)
- 26 agosto - Antonio Brancaccio, magistrato italiano († 1995)
- 26 agosto - Angelo Lamanna, compositore, trombonista e direttore di banda italiano († 2004)
- 26 agosto - Aleksej Ljarskij, attore sovietico († 1943)
- 26 agosto - Gino Mellano, partigiano italiano († 1945)
- 26 agosto - Ferenc Málnássy, militare e aviatore ungherese († 1945)
- 26 agosto - Wolfgang Sawallisch, direttore d'orchestra e pianista tedesco († 2013)
- 26 agosto - Giuseppe Vitale, politico italiano († 2013)
- 27 agosto - Onorina Brambilla, partigiana e sindacalista italiana († 2011)
- 27 agosto - Don Grate, giocatore di baseball e cestista statunitense († 2014)
- 27 agosto - Luther Harris, cestista statunitense († 1986)
- 27 agosto - Carlo Montanari, dirigente sportivo italiano († 2012)
- 27 agosto - Ferdinanda Pautasso, tuffatrice italiana († 1993)
- 27 agosto - Marcello Tofani, partigiano italiano († 1986)
- 28 agosto - Forbes Gentleman, pallanuotista britannico († 2005)
- 28 agosto - Andrea Veggio, vescovo cattolico italiano († 2020)
- 28 agosto - Guenter Wendt, ingegnere tedesco († 2010)
- 29 agosto - Richard Attenborough, attore, regista e produttore cinematografico britannico († 2014)
- 29 agosto - Maurizio Bucci, diplomatico italiano
- 29 agosto - Leo Morris Clarke, vescovo cattolico australiano († 2006)
- 29 agosto - Werner Eilitz, calciatore tedesco orientale († 1995)
- 29 agosto - Jean Ache, fumettista, pittore e illustratore francese († 1985)
- 29 agosto - Gösta Löfgren, calciatore svedese († 2006)
- 29 agosto - Antonio Pucci, pilota automobilistico italiano († 2009)
- 29 agosto - Giuseppe Selvaggi, giornalista e poeta italiano († 2004)
- 29 agosto - Ottavio Spano, politico italiano († 2015)
- 30 agosto - Joseph Lawson Howze, vescovo cattolico statunitense († 2019)
- 30 agosto - Giacomo Rondinella, cantante e attore italiano († 2015)
- 30 agosto - Vic Seixas, tennista statunitense († 2024)
- 30 agosto - Gerhard Wimberger, compositore, direttore d'orchestra e docente austriaco († 2016)
- 31 agosto - Lamberto Coppini, anatomista italiano († 2000)
- 31 agosto - Ed Grady, attore e insegnante statunitense († 2012)
- 31 agosto - Hank Lefkowitz, cestista statunitense († 2007)
- 31 agosto - Giulio Libano, trombettista, arrangiatore e direttore d'orchestra italiano († 2016)